# هان جین هی
هان جین هی (کره‌ای: 한진희؛ زادهٔ ۱۴ مارس ۱۹۴۹) بازیگر اهل کره جنوبی است. او حرفه بازیگری را در سال ۱۹۶۹ آغاز کرد و از آن زمان تاکنون در فیلم و تلویزیون ایفای نقش کرده‌است. در سال ۱۹۹۰، او به عنوان رئیس انجمن بازیگران رسانه تلویزیون (انگلیسی:TV Broadcasting Actors Association؛ کره‌ای: TV방송연기자협회) خدمت کرد.

## فیلم‌شناسی
گزیده فیلم‌شناسی

### فیلم
- دختر پرروی من (۲۰۰۱)
- عروس کوچک من (۲۰۰۴)

### مجموعه تلویزیونی
- سرزمین بادها (۲۰۰۸)
- رؤیاهای شیشه‌ای (۲۰۰۹)
- وسوسه یک فرشته (۲۰۰۹)
- امپراطور افسانه ها (۲۰۱۰)
- بزرگترین عشق (۲۰۱۱)
- دلم برات تنگ شده (۲۰۱۲)
- آلیس در چونگدامدونگ (۲۰۱۲)
- پادشاه دبیرستان (۲۰۱۴)
- تولد یک فرشته (۲۰۱۴)
- به یادآور (۲۰۱۵)
- ثبت جوانی (۲۰۲۰)